# Комсозеро
Комсо́зеро — озеро в западной части Кольского полуострова Мурманской области на территории Ковдорского района Мурманской области России. С 2000 года вместе с прибрежной зоной является памятником природы. Высота над уровнем моря — 263,2 м.

## Расположение
Расположено в 25 километрах к северо-востоку от Ковдора в 5,8 километрах к северо-западу от озера Каложного у юго-восточного подножья горы Комсавара (489,7 м). Находится на территории Ковдорского и Енского лесничества Зашейковского лесхоза. Имеет неровную вытянутую с севера на юг форму длиной 1,2 километра и шириной до 600 метров в средней части. Питание в основном снеговое и дождевое. Относится к бассейну Баренцева моря. Из юго-западной части озера вытекает безымянный ручей, соединяющий Комсозеро с озером Гирвас (в 16,5 километрах к западу) и с одноимённой рекой.

## Описание
Образовано в результате заполнения впадины между сопками ключевыми водами из коренных пород. Площадь озера всего 0,5 км², глубина достигает 28 метров, общий объём — более 6 млн м³. Озеро отличается своей необычной прозрачностью, вода настолько чистая, что дно видно даже в самых глубоких местах. У озера есть остров и полуостров.
В окрестности озера были обнаружены остатки построек, вещей и оленьи рога, что свидетельствует о существовавшем пастбище оленеводов.
Решением Ковдорского райисполкома от 17.03.1983 № 73 озеру присвоен статус памятника природы. Под охраной находится само озеро и 500-метровая полоса побережья площадью 250 га. На охраняемой территории запрещена рубка леса, добыча ископаемых, строительство, устройство мест отдыха и любое загрязнение памятника. Из-за недостаточной разметки территории к 1990 году на южной стороне до 200 метров от озера была вырублена растительность. Постановлением губернатора Мурманской области № 246-ПГ от 14.06.2000 озеро вошло в утверждённый перечень памятников природы как гидрологический памятник регионального значения.
Комсозеро расположено в таёжной зоне с преобладанием смешанных сосново-елово-берёзовых лесов. Из редких видов растений, встречающихся на охраняемой земле — несколько редких видов ятрышниковых, или орхидных (Orchidaceae), в том числе Башмачок настоящий (Венерин) (Cypripedium calceolus), 7 видов полипоровых грибов в том числе — Антродиелла бледноватая (Pilát) Niemelä & Miettinen — индикатор старовозрастных лесов. В самом озере водится форель и занесённая в Красную книгу Мурманской области розовобрюхая палия из подсемейства лососёвых. Встречаются бурый медведь, северный олень и другие животные и птицы Кольского полуострова. За период исследований 2003—2018 годов в орнитофауне зафиксировано из Красной книги РФ (2001) — 5 видов (из них 5 редкие, 3 залетные, 2 гнездящиеся), из Красной книги Мурманской области (2014) — 9 видов (из них 8 редкие, 1 малочисленные, 5 залетные, 4 гнездящиеся). Местность, на которой расположено озеро, представлена дочетвертичными образованиями мигматит- и анатектит-гранитового комплекса. Относится к Южно-Кольскому гидрогеологическому району.

## Этимология
Этимология названия не ясна, выдвигаются различные версии, например, о связи с саамским словом «косм» — глухарь, древнесаамским «комсо» — люлька (komse — саамская колыбель) или норвежским komse» — диалектизм большая лодка, люлька (у лапландцев), саамским «кумусы» — шкура с ног оленя.